# Project Zero
Denne artikel er om Project Zero-serien. For det første spil i serien, se Project Zero (spil).
Project Zero, kendt som Fatal Frame i USA, og som Zero (零 〜zero〜 dette er et ordspil; denne kanji læses normalt som rei, der også betyder "spøgelse") i Japan, er en survival horror computerspil-serie. Seriens første to spil blev udgivet til PlayStation 2 og Xbox, det tredje spil er kun udgivet til PlayStation 2, og det fjerde spil er blevet udgivet eksklusivt til Wii. Serien handler om spøgelser, eksorcisme, og mørke Shinto ritualer.
Project Zero er skabt af Tecmo, og er et af de bedst modtagede survival horror spil til dato. Spillets historie går ud på at løse mysterier der er forbundet med japanske folkeminder. Spillerens fjender er hovedsageligt spøgelser; nogle få er venlige, men de fleste er ikke. Denne eneste måde at beskytte sig på, er ved hjælp af camera obscura, der gør spilleren i stand til at udføre en eksorcisme ved at tage et billede af dem, og derved fange deres sjæl i filmen.

## Hovedserien

### Project Zero(2001)
Efter ikke at have hørt noget fra sin bror, Mafuyu Hinasaki, i over en uge, begiver Miku Hinasaki sig ind i Himuro Mansion for at lede efter ham. Hun finder ingen spor efter sin bror, bortset fra hendes mors gamle kamera. Da det går op for hende at hun er fanget i bygningen, forsætter Miku eftersøgningen af hendes bror, samt en vej ud. Spillet blev senere portet til Xbox. Xbox versionen inkludere jævnere grafik, flere spøgelser, og en eksklusiv "Fatal Mode" der kunne lukkes op for ved at gennemføre hovedspillet.

### Project Zero II: Crimson Butterfly(2003)
Tvillingesøstrene Mio og Mayu Amakura besøger et sted hvor de legede da de var børn, da Mayu følger en mystisk crimson summerfugl dybt ind i skoven. Bekymret for sin tvilling følger Mio efter Mayu, og de to piger bliver ført til en fortabt landsby. Da de når den fortabte landsby, går de ind i et hus, hvor de finder Camera Obscura. Mio og Mayu bliver nød til at løse mysteriet bag Crimson Sacrifice ritualet og finde ud af hvorfor landsbyen er forbandet. Spillet blev originalt udgivet til PlayStation 2 i 2003, og en Director's Cut udgave blev udgivet til Xbox i 2004. Director's Cut tilføjede en række opdateringer til gameplayet, så som en first-person spilmåde, en suvival mode, en ny slutning, forbedret grafik, og et større antal alternative kostumer at åbne for.

### Project Zero 3: The Tormented(2005)
Spillet er udgivet til PlayStation 2, og følger Rei Kurosawa, en 23 år gammel fotograf. Under et freelance job, hvor hun tager billeder af en hus der siges at være hjemsøgt, dukker hendes afdøde forlovede pludselig op på et af billederne. Efterfølgende begynder Rei gentagend gange at have en drøm om et gammelt japansk hus, hvor det sner kraftigt, hvor hun observere hvordan hendes forlovede går ind i huset. Hun følger hans figur ind i huset, hvor hendes drøm bliver til et mareridt.

### Project Zero: Mask of the Lunar Eclipse(2008)
Det fjerde spil i Project Zero-serien blev udviklet til Wii, i samarbejde med Grasshopper Manufacture, og udgivet af Nintendo.
10 år før begivenhederne i spillet, blev fem piger fanget og taget som gidsler af en kriminel, i et mystisk hus på Rougetsu Island. De blev eventuelt redet af Choushiro Kirishima, en detektiv der forfuldte den kriminelle. Flere år efter hændelsen døde to af pigerne (Marie Shinomiya og Tomoe Nanamura) på mystisk vis. Det tre resterende piger, Misaki Asou, Ruka Minazuki og Madoka Tsukimori, der alle nu er 17 år gamle, vender tilbage til øen for at finde deres tabte minder, og finde ud af hvad der skete den dag. Choushiro følger pigerne efter opfodring fra Rukas mor, Sayaka Minazuki.
Spillet blev udgivet i Japan den 31. juli, 2008.

### Real: Another Edition(2004)
Real: Another Edition er et mobil-baseret spin-off i Project Zero-serien, og blev udgivet udelukkende i Japan i oktober 2004. Spillet gjorde brug af mobiltelefonens kamera som camera obscura og krævede at spillerne fandt spøgelser og kæmpede mod dem. Spillet indeholder mere en 70 sjæle der kan samles, inklusiv nogle af dem der optræder i de to første spil i serien.

## Historien
Gennem serien refereres der til Kunihiko Aso, en fiktionel japansk "Okkultist" der levede i slutningen af det nittende århundrede. Ved at bruge teknologi fra Vesten, byggede han en række opfindelser der gjorde ham og andre i stand til at kontakte sjæle fra "den anden verden".
Hans opfindelser inkludere camera obscura, seriens primære våben til at beskytte sig mod spøgelser, sjælestenradioen der blev introduceret i Project Zero II som en måde at lytte til sjælenes tanker og minder, der er blevet lægret i specielle krystaller, og en projektør der har evnen til at vise billeder af spøgelser fanget på film, som almindelige filmkameraer ikke kan se.
Ifølge Project Zero 3 blev Asos opfindelser spredt ud over hele Japan, og nu er stærkt eftersøgt af samlere. Camera obscura som Miku bruger i det første spil, var engang hendes mors, og Mio finder et andet camera obscura da hun udforsker den fortabte by.

### Film
En film blev annonceret til at være lavet af John Rogers fra DreamWorks SKG, i 2002. Mange fansider regnede med at Courtney Webb ville spille hovedpersonen, men hun har dog siden skiftet talentagentur og er derved blevet ledt væk fra projektet. Courtney Webbs firma sagde at hun officielt havde mistet interessen i projektet..